# Apios americana
Espèce

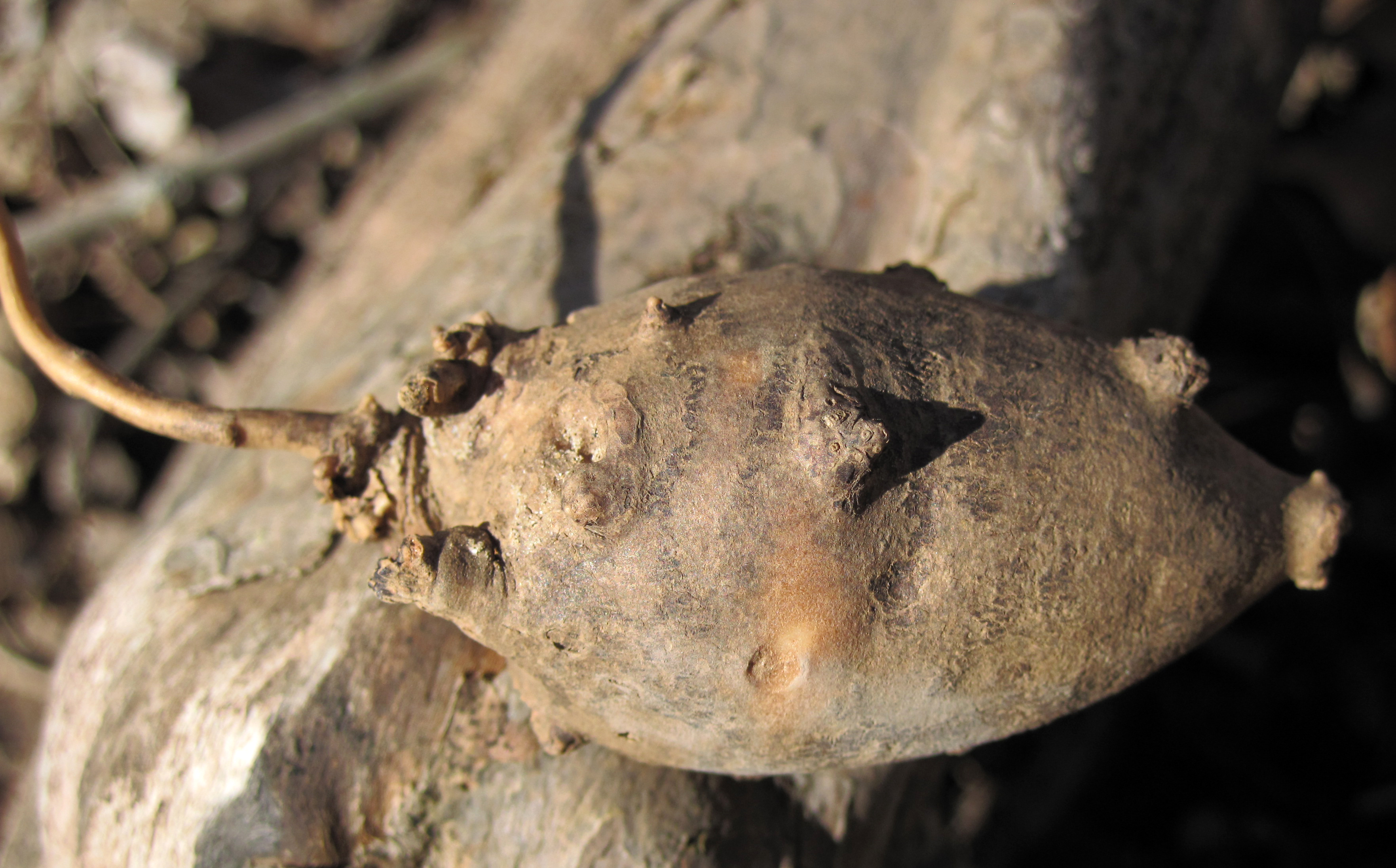
Tubercule de glycine tubéreuse, comestible (la pomme de terre des indiens).

Apios americana, la glycine tubéreuse, est une espèce de plante à fleurs dicotylédones de la famille des Fabaceae (ou légumineuses) (fixatrice d'azote), sous-famille des Faboideae. C'est une plante herbacée originaire d'Amérique du Nord.
Cette herbacée, vivace, grimpante produit des gousses contenant des graines comestibles, ainsi qu'un chapelet de tubercules souterrains, également comestibles (ingrédient de base des anciens Nord-Amérindiens). On lui a récemment découvert plusieurs propriétés médicinales : immunostimulant, anticancéreux, anti-hyperglycémique, hypotensif et anti-inflammatoire. La végétation aérienne disparait en hiver, pour réapparaitre au milieu du printemps. La culture de tubercule d'Apios semble pouvoir devenir une nouvelle culture vivrière de haute valeur nutritionnelles et en matière de santé, mais elle pose encore quelques difficultés.

## Noms vernaculaires
Glycine tubéreuse, haricot sauvage, haricot-pomme de terre, apios d'Amérique, pénacs ou patates en chapelet.

## Taxinomie

### Synonymes
Selon Catalogue of Life (26 août 2018)
- Apios americana var. turrigera Fernald
- Apios tuberosa Moench
- Glycine apios L.

### Liste des variétés
Selon Tropicos (26 août 2018) (Attention liste brute contenant possiblement des synonymes) :
- Apios americana var. americana
- Apios americana var. turrigera Fernald

## Génétique
Deux nombres de chromosomes sont trouvés pour cette espèce selon les cas : 22 ou 33. Le premier a été interprété comme diploïde, et le second, comme triploïde (forme prédominante dans la partie nordique de l'aire de répartition de l'espèce en Amérique).
Cette liane, de même que sa proche cousine (rare et menacée d'extinction) A. priceana appartient à un genre botanique qui a précocement divergé de la famille des Phaseoleae (laquelle a aussi donné naissance au haricot vert et au soja, au haricot mungo et au haricot adzuki, sources de culture vivrières importantes pour l'humanité) ; Les deux espèces nord-américaines (A. americana et A. priceana) sont génétiquement plus étroitement liées entre elles que ne le sont l'une ou l'autre de leurs parents asiatiques. Leurs populations ancestrales pourraient avoir migré d'Asie à la fin du Miocène et au début du Pliocène via le détroit de Béring[réf. nécessaire].

Une analyse de transcriptomes a permis de détecter un événement de translocation qui, en Asie orientale, a fait apparaître le genre Apios en séparant ce groupe taxinomique de deux autres espèces de lianes (le haricot Phaseolus vulgaris et la Glycine max).
Dans la nature, les apios présentent une grande variété intraspécifique et intra populationnelle, même au sein de la descendance d'une même plante,.
Simon Joly et Anne Bruneau ont en 2004 noté que la polyploïdie de l'espèce est l'une des sources de sa diversité génétique. Dans la nature, Apios americana possède en effet à la fois des populations diploïdes et des lignées triploïdes (ces dernières étant principalement situées à l'Est de l'Amérique du Nord, zones qui fut couverte de glace lors de la glaciation du Wisconsin il y a 18 000 ans ; cette distribution serait donc une relique de la sélection et/ou recolonisation postglaciaire du nord de l'Amérique).

Joly et Bruneau ont pu reconstituer la généalogie du gène de l'histone nucléaire H3-D. Ils en concluent que l'autotriploïdie a évolué à au moins trois reprises chez cette espèce, et que l'hétérozygotie est fréquente chez les triploïdes. De manière générale l'autotriploïdie est réputées peu avantageuse évolutivement parlant, car associée à des taux élevés de stérilité, mais elle peut présenter un potentiel évolutif intrinsèque, outre qu'elle est aussi une première étape vers la tétraploïdie.
Les dates de floraison semblent génétiquement programmée en fonction de la latitude du site où vivait la plante-mère.

## Description

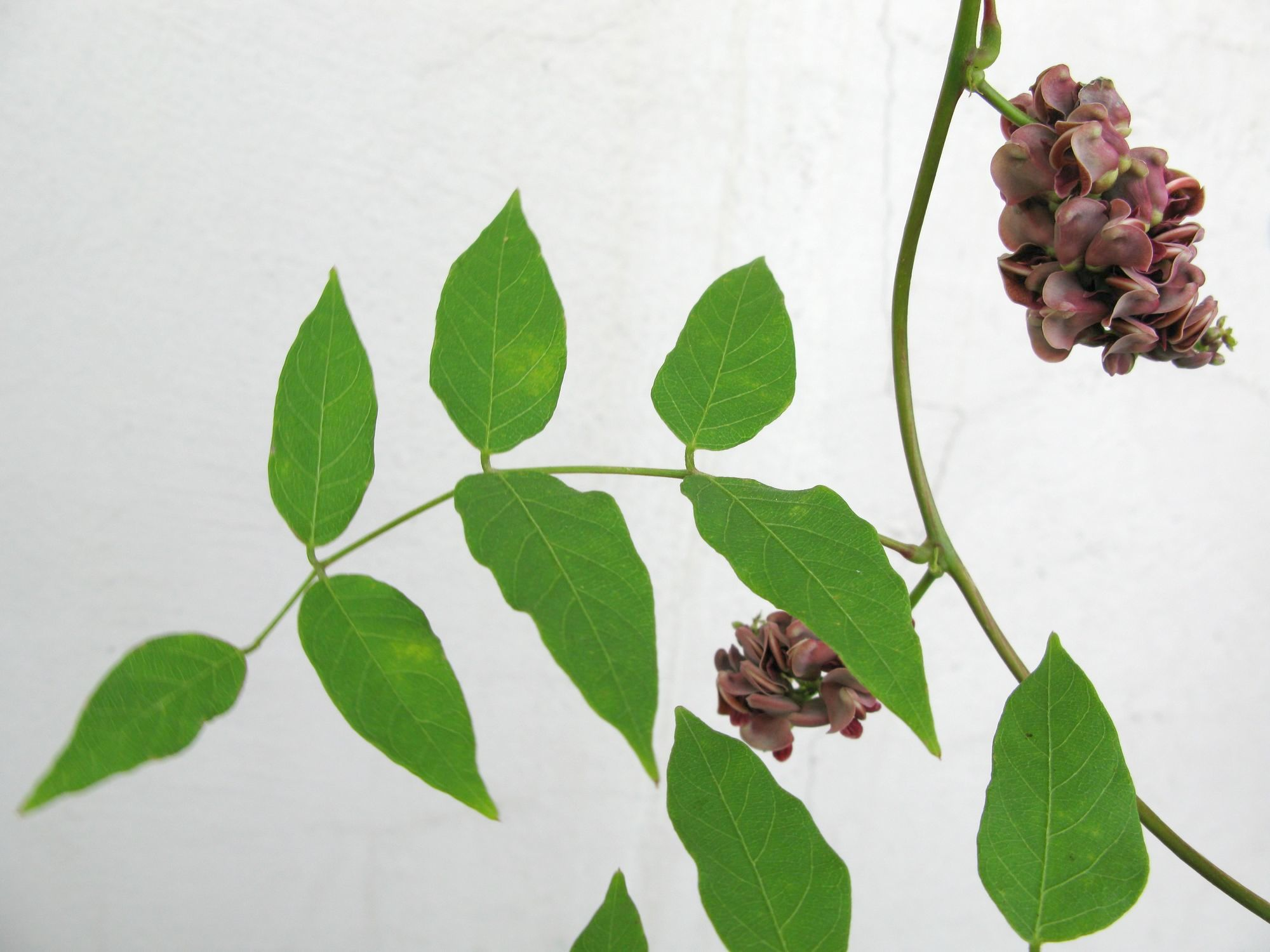
Feuilles (composées de cinq ou sept folioles) et fleurs.

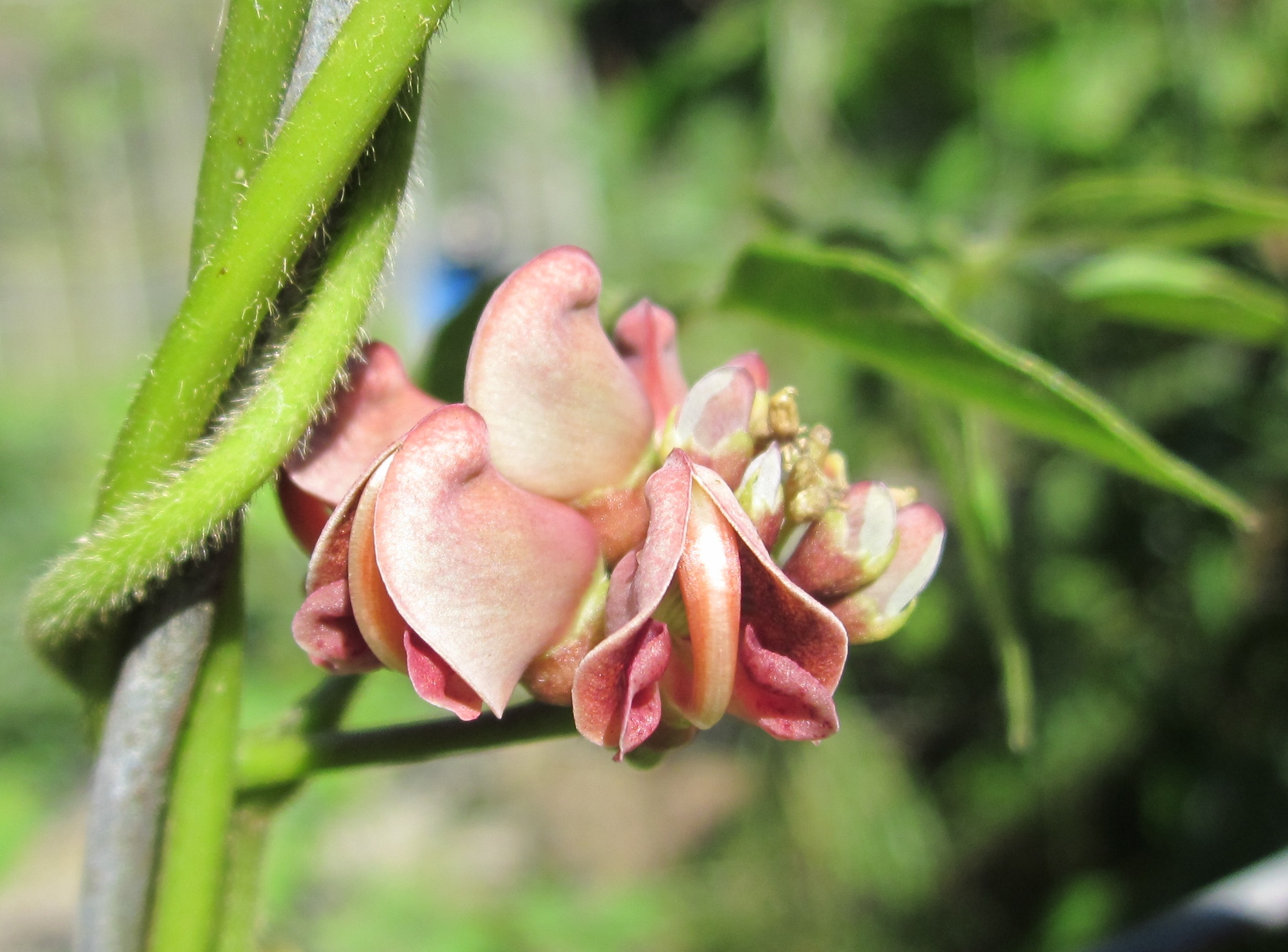
La fleur est une structure biomécanique complexe. Sa fécondation implique un mécanisme explosif activée par certains insectes.

Cette plante grimpante est une liane mesurant de 1 à 6 m de long,.
- Tige : vert clair et velue, elle est volubile ; s'enroulant sur son support, dans le sens inverse des aiguilles d'une montre.

- Feuilles : ailées de 8 à 15 cm de long, elles sont composées de cinq ou sept folioles ovales, pointues, glabres.

- Fleurs : de structure complexe (typique de la plupart des légumineuses papilionoïdes très spécialisées), hermaphrodites et généralement roses, violettes ou rouge-brun, longues d'environ 12 mm, elles sont disposées en grappes serrées pendantes sur des pédoncules axillaires ; ces grappes mesurent de 7,5 à 13 cm de long[15]. 
Chaque fleur est portée par une tige concave assez grande, elle est surmontée d'un petit capuchon auquel s'accroche une quille étroite et en forme de faucille qui contient le style et les étamines diadelphes. C'est une structure biomécanique qui est normalement activée par des insectes[15]. Alors que les pollinisations libres par des insectes adéquats permettent la production de sept ou huit gousses le long d'un même racème, la pollinisation en serre donne de médiocres résultats et la pollinisation manuelle encore moins[15].

- Fruit : sous climat chaud, il s'agit de gousses (cosses de 5 à 13 cm de long), contenant des haricots comestibles[15].

- Système racinaire : il est de type rhizomateux et « traçant »[17] et garni de tubercules oblongs comestibles disposés en chapelet ou parfois fusionnés par deux ou trois[18]).

## Aire de répartition et habitat
Apios americana se rencontre dans les prairies humides, sur les rives des cours d'eau et des étangs, dans les marécages et les sols humides des zones boisées.
L'aire de répartition originelle d’Apios americana s'étend en Amérique du Nord, dans l'est et le sud du Canada (Nouveau-Brunswick, Nouvelle-Écosse, Ontario, Québec) et dans le centre-est des États-Unis, du Maine et du Vermont jusqu'à la Virginie et à la Floride et de l'Illinois au Texas, et vers l'ouest jusqu'au Nebraska et au Colorado,.

## Écologie
Cette espèce de lisière et de ripisylve produit des haricots plus légers que l'eau, ce qui contribue à sa distribution le long des cours d'eau. L'espèce se reproduit aussi par la dispersion de ses tubercules, quand une berge s'effondre sous l'effet de l'érosion par un cours d'eau.
C'est un hôte pour la larve d'Epargyreus clarus.

## Pollinisation
Longtemps restée mystérieuse, elle est encore mal comprise.
Dans une partie de son aire de répartition (ex. : au nord du Connecticut), la plante ne semblait presque jamais fécondée (allogamie) ni autoféconde (autogamie), ce qui a ensuite été d'abord expliqué par le fait que ces populations sont en réalité composées presque uniquement de clones triploïdes stériles issus de tubercules.
Néanmoins, quand on a tenté d'utiliser ailleurs cette plante pour la cultiver, hormis dans les zones chaudes, la fécondation semble mal se faire et l'autofécondation absente. En 1988, Bruneau et Anderson attribuent cela à une auto-incompatibilité partielle, et à un faible taux de visites florales par les abeilles coupeuses de feuilles (Megachile spp.) qu'ils considèrent comme étant le seul pollinisateur légitime. Une analyse de transcriptomes a in fine confirmé qu'aucune autofécondation ne semble possible, mais plusieurs parents polliniques ont été observés dans certaines gousses individuelles.
Chez la glycine tubéreuse, le vexillum de la fleur évolue peu lors de la transformation du bouton en fleur, formant ainsi une cavité sombre et une ouverture plus lumineuse à sa base.

En théorie, certains insectes sont attirés par l'odeur des inflorescences cachées dans la fleur. Quand ils cherchent à atteindre l'entrée de la cavité, ils déclenchent un mécanisme de libération explosive de pollen (mécanisme non répétable) à partir des stigmates. Ces derniers projettent un fluide collant qui maintient le pollen sur le visiteur. Au vu de ce mécanisme et de la forme de la fleur, Westerkamp et Paul (1993) évoquent une fécondation myiophile (par des mouches) alors que toutes les autres Fabaceae sont réputées être mélittophile ou à prédominance mélittophile. Du point de vue de sa pollinisation, la glycine tubéreuse serait alors une exception dans sa famille.
L'hypothèse de la fécondation par des mouches est injustifiée, faute de preuves tangibles et parce qu'uniquement basées sur l'étude morphologique de fleurs prélevées sur un spécimen de jardin botanique européen ; selon Anne Bruneau (auteure d'une thèse sur le sujet en 1986) et Gregory J. Anderson (1994), les seuls pollinisateurs légitimes de cette plante sont les abeilles mégachilidés.
Au sein de deux populations étudiées dans le Connecticut, sur 299 fleurs suivies, seules 10 % environ ont libéré leur pollen et parmi celles ci seules la moitié ont produit des fruits. Il semble donc que ce populations se maintiennent surtout par multiplication végétative d'individus diploïdes ou triploïdes, mais qu'elles peuvent étendre leur aire de répartition et conserver leur variabilité par reproduction sexuée des diploïdes.

## Intérêt alimentaires
La glycine tubéreuse a l'avantage, par rapport à la pomme de terre, de ne pas nécessiter d'engrais pour son bon développement et de fournir simultanément des « pommes de terre » et (en climat chaud uniquement) des « haricots » présentant un bon intérêt diététique et en matière de goût,.

### Les tubercules
Ils se forment à faible profondeur et sont disponibles toute l'année, et ils sont abondants (jusqu’à 2 kg par plante bien développée).
Caractéristiques culinaires : bouillis ou cuits à la vapeur, leur texture est proche de celle d'une pomme de terre mais parfois plus fine ou plus farineuse. Leur goût évoque un mélange des saveurs de noisette, de cacahuète (Arachis hypogaea) et de patate douce, qui semble plaire à un nombre important de personnes.
Ses caractéristiques nutritionnelles et ses composants semblent varier entre lignées et selon les contextes culturaux, mais restent intéressantes dans tous les cas avec une haute teneur en amidon et surtout en protéines (trois fois plus que la pomme de terre),, ces tubercules s'avèrent très nutritifs. Des études sur le modèle animal murin montrent cependant qu'ils doivent être cuits ; car contenant des inhibiteurs de protéase nocifs mais détruits par la cuisson.
| Composé          | teneurs |
| ---------------- | --- |
| Protéines        | Leur taux varie probablement selon les souches et conditions de croissance, mais divers auteurs citent plus de 16 % [>19% pour les feuilles et >18 % pour la plante entière en moyenne selon Morales et ses collaborateurs (2009)] en poids sec (15 à 30 mg/g ou 6,39 % de protéines brutes en poids humides pour un tubercule contenant 54 % d'humidité),, soit trois fois celui d'une pomme de terre. En 1987, deux études respectivement faites par Cornelio ; Wilson ont chiffré le total de protéines brute à 11 à 14 % du poids sec de matière dégraissée pour le tubercule (contre 25 à 30 % pour la graines). |
| Acides aminés    | l'acide aspartique et l'acide glutamique dominent. Le bilan en acides aminés est bon sauf pour la cystéine et la méthionine (ce qui est habituel chez les légumineuses). Il en va de même pour d'autres espèces du genre Apios (A. carnea et A. fortunei) mais A. americana contient plus de génistéine que les deux autres espèces testées. |
| Acides gras      | il est compris entre 4,2 % et 4,6 %. Les acides gras linoléiques y prédominent. |
| Amidon/ Glucides | Les glucides sont essentiellement présents sous forme de minuscules granules d'amidon en forme d'œuf (et moindrement en forme de bâtonnet ou de rein, avec des diamètres allant de 1 à 30 microns)., lesquels composent 36 % du tubercule, en poids frais. Mais le tubercule (et la fleur) contiennent également des mono- et oligosaccharides. 86 à 90 % du tubercule est composé de glucose et de saccharose (glucose et du fructose également retrouvé dans les fleurs), plus ou moins polymérisés : 14 à 10 % des fractions des tubercules sont des oligosaccharides avec des degrés de polymérisation supérieurs à 3, dont raffinose et stachyose. Ogasawara (2006) donne comme composition et teneurs approximatives pour l'amidon et la paroi cellulaire du tubercule (pour 1g d'échantillons triturés) : monosaccharide et oligosaccharides : 188 mg/g (contre 192 mg/g dans la fleur), amidon : 479 mg/g (contre 179 mg/g dans la fleur) et polysaccharides : 36 mg/g (contre 131 mg/g dans la fleur). Le tubercule contient plus de monosaccharides et d'oligosaccharides que le soja, la pomme de terre et la patate douce. L'amidon a des caractéristiques différentes selon la région du tubercule où on le trouve et sa biosynthèse est plus vigoureuse dans la région périphérique de ce tubercule. Cet amidon a une structure, une solubilité, un pouvoir de gonflement et une digestibilité différents de celui de la pomme de terre et du maïs ; il est par exemple mieux digéré par la pancréatine que l'amidon de pomme de terre mais moins que celui du maïs. |
| Lipides          | selon Wilson ses collaborateurs (1986) il est d'environ 4 % pour le tubercule (contre 12 à 18 % (en poids sec) pour la graine. |
| Oligoéléments    | le taux de calcium est de 116,8 mg pour 100 g dans le tubercule frais, pour le fer, il est de 1,4 mg pour 100 g, soit respectivement dix fois et deux fois plus que ceux de la pomme de terre. Mais ce tubercule contient moins de vitamine C (6,7 mg dans 100 g de tubercules frais) que celui la pomme de terre ; le taux de phosphore y est de 67,3 mg pour 100 g. Les teneurs en cuivre (23 ppm) et en zinc (39 ppm). |

Des travaux récents (2018) portant sur ses métabolites secondaires et ses activités biologiques ont mis en évidence dans le tubercule une nouvelle coumaronochromone, un dérivé 3-hydroxycoumaronochromone qui est : (2R, 3S)-3,7,4′-trihydroxy-5-methoxycoumaronochromone, ainsi que deux glucosides d'isoflavones nouveaux : 7,2′, 4′-trihydroxy-5-methoxyisoflavone-4′-O-β-d-glucopyranoside, et 5,7,4′-trihydroxyisoflavone-7-O-β-d-gentiotrioside ; et dix-sept composés déjà connus (2, 4 et 6-20) y ont aussi été retrouvés. Sept de ces vingt composés semblent avoir une activité anti-inflammatoire (en laboratoire ils inhibent significativement la production d'oxyde nitrique dans les cellules RAW 264.7, le plus actif étant la nouvelle coumaronochromone.

### Gousse et haricots
Ils sont comestibles cuits et la gousse peut être consommée à la manière du haricot vert.

## Utilisations
En complément des usages amérindiens traditionnels, de nouvelles recettes ont été proposées qui semblent surtout concerner les tubercules :
- ceux-ci font par exemple d'excellentes chips grâce à de faibles taux de sucres réducteurs (D. Picha, communication personnelle) évitant le brunissement à la cuisson[source insuffisante] ;
- des résultats préliminaires évoquent aussi de très bonnes propriétés boulangères si la farine de tubercule est mélangée à celle du maïs et/ou de blé (combinaison offrant un meilleur équilibre en acides aminés que l'un ou l'autre aliment utilisé seul)[réf. nécessaire].

## Histoire

### Chez les Amérindiens
Sur son aire naturelle de répartition, cette espèce a été l'une des plus importantes plantes alimentaires pour la plupart des tribus amérindiennes d'Amérique du Nord avant l'arrivée des Européens. Ses tubercules poussent en effet facilement en bonne quantité (plus de 2 kg par plant) et sont disponibles tout au long de l'année sans effort particulier puisqu'ils poussent proches de la surface du sol. Les Amérindiens en récoltaient généralement les fruits et tubercules directement dans la nature et ils les mangeaient crus (ils ont alors une saveur piquante) ou cuits. Quelques tribus avaient transplanté des lianes près de leurs campements, mais selon Beardsley (1939) les Apios n'avaient a priori jamais été véritablement cultivés.

En 1612 Strachey dans ses observations des peuples autochtones de Virginie dit qu'« en juin, juillet et août, ils se nourrissent de racines de tockohow, de baies, d'arachide, de poisson et de blé vert… ».

En 1749, le botaniste suédois voyageur Peter Kalm écrit : « Hopniss ou Hapniss était le nom indien d'une plante sauvage, qu'ils mangeaient à cette époque… Les racines ressemblent à des pommes de terre et étaient bouillies par les Indiens qui les mangeaient à la place du pain ».
À l'Est du Canada, Le Jeune (missionnaire jésuite), rapporte que les peuples autochtones là-bas « mangeraient, en outre, des racines, comme les bulbes du lys rouge ; … un autre que nos Français appellent 'Rosaire' parce qu'il se distingue par des tubercules sous forme de billes ».
Le premier auteur Rafinesque a observé que le peuple des Cris cultivaient la plante à la fois pour ses tubercules et ses graines.

En 1885 Brinton dit du peuple Lenape : « Des fruits et des plantes sauvages, ils consommaient les tubercules esculents et nutritifs sur les racines du haricot sauvage, Apios tuberosa… que les Indiens appelaient hobbenis… ».

En 1910, selon Parker les Iroquois consommaient des quantités importantes d'arachides jusqu'à une trentaine d'années avant son récit.
Les Documents de Paris datés de 1666 notent que la sixième tribu de la deuxième division des Iroquois a été identifiée comme « celle de la pomme de terre, qu'ils appellent Schoneschironon » et une illustration de tubercules se trouve dans ces Documents avec l'explication : « C'est la manière dont ils peignent la tribu de la pomme de terre ». Et Gilmore cite l'utilisation d'« arachides » par les tribus Caddoan et Siouan de la région du fleuve Missouri, alors que Prescott et Palmer notent leur utilisation chez les Sioux.
Les peuples amérindiens consommant ces tubercules les préparaient de manières variées, par exemple frits dans de la graisse animale ou transformés en farine après séchage. De nombreuses tribus les épluchaient puis les séchaient au soleil, comme les Menomini qui traditionnellement construisaient des échafaudages d'écorce de cèdre recouverts de nattes pour y sécher leurs tubercules en vue de l'hiver. Ces Menomini séchaient parfois les tubercules dans du sirop d'érable ou en faisaient une conserve en les faisant bouillir dans du sirop d'érable. Les Potawatomi traditionnellement faisaient bouillir leurs tubercules. La préparation traditionnelle chez les Meskwaki et les Chippewa consiste à peler, étuver, trancher et sécher les tubercules. Les Chippewa les ont historiquement utilisés comme une sorte d'assaisonnement dans tous leurs aliments. Les premiers colons européens en ont eux-mêmes beaucoup consommé.
Asa Gray, célèbre botaniste américain, a en 1874 affirmé que si la civilisation avancée avait commencé en Amérique, les apios auraient été la première culture de tubercules comestibles développée, et auraient tenu leur première place face à la concurrence de la pomme de terre et de la patate douce.

### Chez les colons européens
Ceux-ci ont appris des peuples autochtones à utiliser l'Apios qui s'est alors mêlé à l'histoire des colonies américaines et de l'Europe. Lors de ses voyages en Nouvelle-Angleterre en 1602, John Brereton dit avoir été soutenu par les qualités « de bonne viande » et « médicinales » de l'arachide américaine. En 1613, les fidèles de Biencourt à Port-Royal mangeaient ses tubercules pour mieux survivre dans ce Nouveau Monde. L'arachide américaine fut un facteur important dans la survie des colons lors des premiers hivers de leur établissement.
En 1623, « n'ayant plus qu'une petite quantité de blé », ils furent « contraints de vivre d'arachides… et de telles autres choses que le pays offrait… et qu'on se procurait facilement… » ; ils ont appris à trouver et à préparer l'arachide américaine par le peuple Wampanoag. Cette « arachide » figurait probablement au menu de la fête des récoltes de novembre 1621, considérée comme le premier Thanksgiving, bien que seule la venaison ait été spécifiquement mentionnée comme aliment lors de ce repas par un témoin oculaire de Pilgrim.
Le philosophe Henry David Thoreau a commenté la saveur de noisette et la texture de cette plante (en octobre 1852).

### En Europe
L'Apios a peut-être été expédiée en Europe dès 1597. On a tenté d'acclimater ou domestiquer la plante en Europe en 1635 mais ces premières introductions en Europe semblent avoir entraîné peu ou pas d'assimilation du nouvel aliment dans le régime alimentaire européen ; ses conditions de culture ne permettaient pas sa fructification (il pouvait néanmoins être reproduit via ses tubercules).
Ce n'est qu'en 1885 qu'elle est citée parmi les plantes maraîchères par Vilmorin-Andrieux en 1885 et mise sur le marché pour la première fois le 2 janvier 1886 par les grainetiers Vilmorin-Andrieux, mais sans succès, probablement en raison des deux années d'attente avant sa pleine maturité contre seulement un an pour la pomme de terre..
C'est l'une des plantes réévaluées en 1845 en Irlande lors de la famine de la pomme de terre (National Academy of Sciences 1979). Cette plante a été l'un des aliments de base dans certaines régions de l'Inde.

### XXesiècle
Dans les années 1970, on s'intéresse au génome du genre Apios.
En 1985, la Louisiana Agricultural Experiment Station lance une évaluation du potentiel vivrier des apios (Blackmon et Reynolds 1986).
En 1986, des recherches basées sur la génétique semblent permettre de réduire à un an (au lieu de deux) l'âge de maturité et d'améliorer sa productivité (3,7 kg de tubercules par pied).

### XXIesiècle
Cette liane est souvent citée en Europe dans les projets ou réalisations de forêt comestible, où elle peut être installée côté sud de manière à pouvoir coloniser un arbre-support…

## Culture

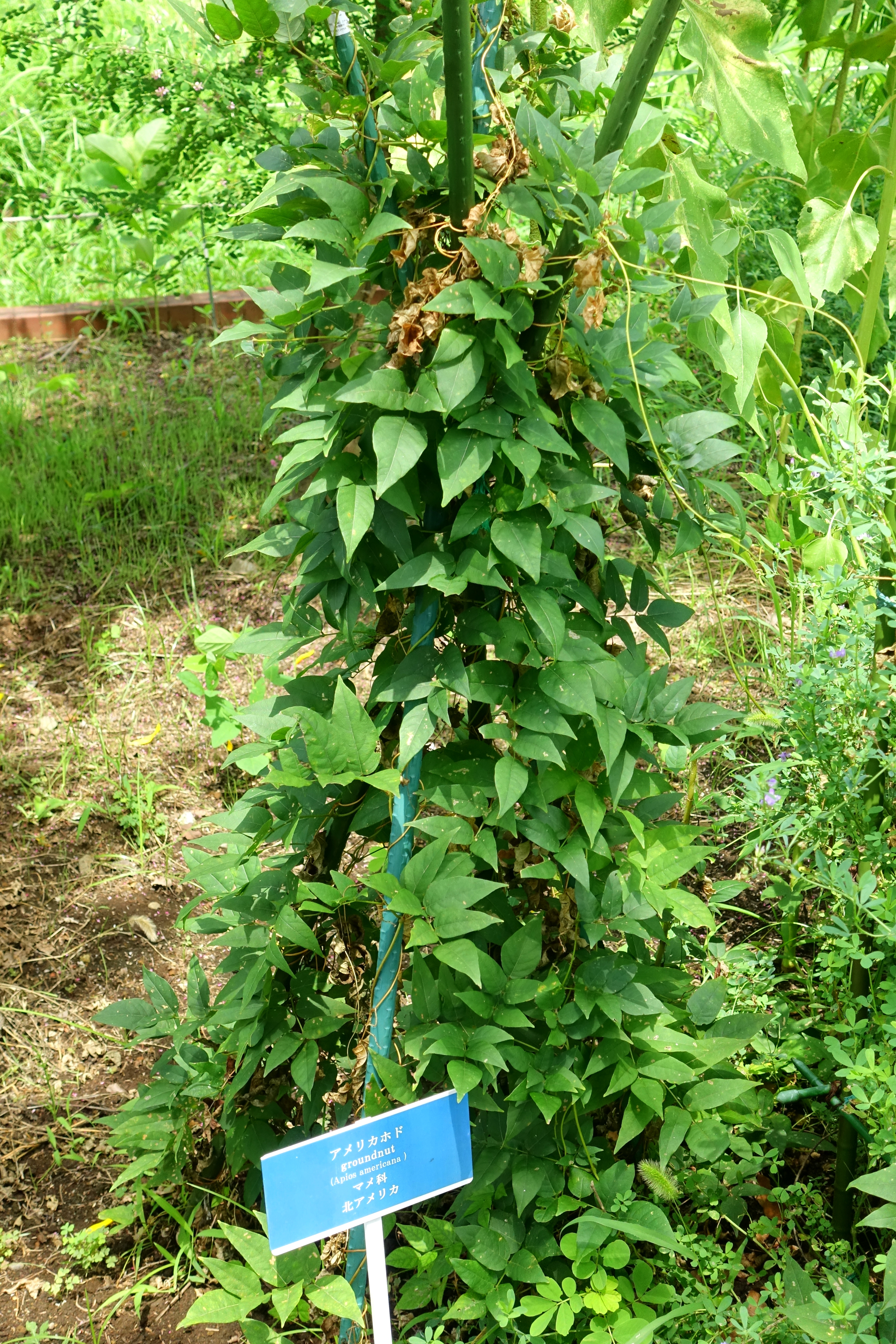
Spécimen cultivé dans le parc de Kiba (Tokyo, Japon).

Selon Reed et Blackmon (1985), dans la Nature les Apios poussent sur des sols tourbeux, gorgés d'eau et acides où ils ont peu de concurrents, mais selon B.D. Reynolds et ses collègues (1990) les essais de culture montrent qu'ils poussent encore mieux sur des sols bien drainés, ajoutant qu'un sol trop acide (pH inférieur à 5) ou trop basique (8 ou plus) limite leur croissance et qu'« une humidité adéquate est importante, mais un excès d'humidité favorise des rhizomes plus longs ».
Un terrain léger et chaud, même acide mais riche et assez humide au moins la première année lui conviendrait le mieux. Cette liane produit rarement ses fruits en climat froid ou venteux, mais elle se multiplie abondamment et produit des tubercules. Elle apprécie les apports d'eau et la culture en palissage ou sur un support naturel permettant que les graines ne soient pas en contact avec le sol.
Au niveau climatique, les glycines tubéreuses craignent relativement le froid avec une zone de rusticité comprise entre -6°C et -1°C.
Ses graines sont récoltées (dans les gousses) dès que ces dernières commencent à sécher, sinon certaines gousses se casseront.
Le semis se fait au printemps quand le sol est réchauffé. Les graines mettent 10 à 30 jours pour germer (dans des boulettes de tourbe par exemple) et les plantules ne sont pas vigoureuses ou meurent facilement. Une technique consiste à pincer la plantule jusqu'aux premières feuilles pour éviter que les plantes s'enroulent les unes dans les autres et encourager le développement racinaire avant la plantation. Le pincement risque cependant de favoriser l'infection microbienne de la plantule.
La glycine tubéreuse se reproduit mieux (mais alors avec moins de diversité génétique) à partir d'un tubercule-mère, cependant la taille et le contenu du tubercule ne sont pas prédictifs de la future récolte : par exemple, les grains d'amidon des tubercules maternels et infantiles diffèrent tant par leurs structures que par leurs propriétés.
Ses tubercules peuvent persister des mois dans le sol sans pourrir, même si ce sol est détrempé, ce qui permet une période de récolte prolongée ; de plus ils peuvent encore être conservé au frais dans du sable avant plantation ou consommation. Après la récolte, les tubercules peuvent aussi être lavés, séchés à l'air jusqu'à ce qu'ils ne soient plus humides en surface, puis stockés dans des sacs en plastique à 5 °C dans l'obscurité jusqu'à leur utilisation. S'ils étaient stockés dans un environnement à faible humidité ils se dessécheraient et mourraient.
Selon B. D. Reynolds et ses collaborateurs (1990), alors que les graines n'entrent pas en dormance, « les tubercules ont des propriétés de dormance qui semblent être associées au génotype et peut-être à leurs positions relatives le long du rhizome » ; stocker un tubercule à 5 °C durant deux à trois mois semble suffisant pour lever la dormance, mais les germinations de tubercules après plantation sont rarement uniformes, précisent-ils.
Les tubercules (intacts) se plantent de mars à mai, à 10 cm de profondeur, tous les mètres. Des bourgeons s'y formeront à l'extrémité distale des tubercules, d'où naissent de nouvelles pousses et de nouveaux rhizomes. En 1990, B. D. Reynolds et ses collaborateurs ne recommandent pas de couper les tubercules en sections avant la plantation sans une évaluation plus poussée, car les tubercules les plus gros donneront une pousse plus précoce et à croissance plus rapide.
Les tubercules sont récoltables toute l'année (à partir de la deuxième ou troisième année) mais certains recommandent d'attendre les premiers gels, les tubercules ayant alors le meilleur goût ; ils se conservent en silo au frais (dans une cave par exemple).
Les racines séparées en automne peuvent fournir de nouveaux pieds pour l'année suivante (les tiges ne sortant pas de terre toutes les ans à la même place, et il arrive que la liane ne repousse pas durant un an pour ressortir l'année suivante ; il est donc difficile de contrôler et de planifier la disposition future des plantes). Il convient de protéger les jeunes plants des limaces qui en sont friandes, de prévoir un support pour que la liane puisse, à partir de juin, grimper et de prévoir un paillage si les hivers sont froids. Si en été le milieu est chaud et sec, la plantation doit se faire à mi-ombre.
B. D. Reynolds et ses collègues (1990) notent que « l'évaluation visuelle des tubercules récoltés au hasard dans des sites sauvages n'a pas été fiable pour prédire la performance [de cultures] dans des conditions de terrain » et la plante semble produire moins de tubercules quand elle produit plus de graines.

### Amélioration végétale
Depuis les années 1980 plusieurs lignées de sélection améliorées ont été produites par domestication et culture sélective. De même que l'étude de sa génétique, ils ont été rendus difficiles par le fait que la pollinisation en serre est peu productive (moins de 10 % des fleurs donneront une gousse) et la pollinisation manuelle est difficile et encore moins efficace (échecs, gousse avortant ou graines non viables).
De plus, des souches provenant d'origines géoclimatiques différentes ont des floraisons asynchrones qui empêchent la pollinisation croisée. Une taille des plantes à floraison plus précoces peut alors retarder ces floraisons et permettre des « croisements semi-contrôlés ». La pollinisation naturelle par les insectes est de loin la plus efficace, il est donc utile de cultiver cette plante dans un environnement favorable aux pollinisateurs qui semblent partout plus ou moins en voie de régression.
Plus récemment en 2016, 21 associations entre des marqueurs génétiques et des traits biologiques ont été établies pour au moins 11 traits, ce qui pourrait permettre d'améliorer les souches cultivées.

### Cultures à vocation alimentaire et commerciale
La glycine tubéreuse est depuis longtemps cultivée en Roumanie pour ses tubercules mais elle ne l'est à grande échelle qu'au Japon où elle a été introduite, sans doute lors de la période Meiji (1868-1912), peut-être accidentellement avec des plants de pommiers importés d'Amérique du Nord, ou délibérément comme plante ornementale,,,,. Les habitants de l'île principale de Honshu et de l'île nord d'Hokkaido, déjà familiers d'une plante sauvage parente : Apios fortunei (dite odoimo en japonais) l'ont consommé en temps de disette et dans la préfecture d'Aomori, où se concentre les cultures de cette liane, ils en ont fait une spécialité culinaire appréciée depuis au moins un siècle.
Elle est également cultivée dans les préfectures voisines d'Akita et de Miyagi ainsi que dans la partie sud de Honshu dans la préfecture de Tottori mais dans une moindre mesure.
Au Japon, les efforts du Dr Kiyochika Hoshikawa pour promouvoir la culture de cet aliment au Japon ont pu s'appuyer sur une série d'articles scientifiques montrant les bienfaits pour la santé des tubercules. Les sites Web japonais qui vendent de l'arachide américaine continuent de mettre l'accent sur ses bienfaits pour la santé dans leurs efforts de marketing, ; après la catastrophe nucléaire de Fukushima, des contrôles de taux de césium ont été faits des récoltes faites sur cette plante dans la préfecture centrale de Tochigi,.
En Corée du Sud, deux lignées de cette plante (variétés « rouge » et « verte ») ont été testées en culture sur l'île de Jeju pour les bienfaits nutritionnels de leurs tubercules (elles ne donnent pas de haricots). Le rendement des premiers essais était compris entre 500 et 800 kg/are selon les lignées et les conditions culturales, la lignée rouge étant un peu plus productive. Dans ce contexte particulier et pour ces lignées, pour trois dates de plantation de tubercules testées (1er avril, 16 avril et 1er mai) le meilleur rendement correspondait à la plantation du 16 mai.
Ses intérêts nutritionnels (protéines, digestibilité, valeur énergétique) semblaient rendre cette plante intéressante comme fourrage pour des ruminants brouteurs, mais sa lenteur d'installation de croissance, ses besoins et ses rendements font qu'elle ne répond pas aux besoins des éleveurs.
On maitrise sa culture in vitro depuis les années 1990, mais la micropropagation par cette voie peut uniquement produire des populations clones qui ne s'adaptent pas à leur environnement.
Les plantules semblent vulnérables aux microbes et aux gastéropodes tandis que la plante adulte peut être attaquée par divers insectes phytophages, dont la punaise Acrosternum hilare.

## Intérêt médicinal

### Le tubercule
C'est la partie de la plante qui semble présenter le plus d'intérêt pour la santé ou en tous cas qui a été la plus étudiée de ce point de vue : 
- la pression artérielle de rats hypertendus nourris de poudre de tubercules (5 % de leur alimentation totale) a diminué de 10 %, et leurs taux de cholestérol et des triglycérides ont aussi diminué[58],[69].
- la génistéine et d'autres isoflavones du tubercule ont des effets anti-cancérigènes, au moins contre le cancer du côlon, le cancer de la prostate et le cancer du sein[70],[59] ; et on a trouvé dans cette plante une isoflavone nouvelle : la génistéine-7-O-gentiobioside[71] ; déglycosylé, il a pour produit de la génistéine[59] ;
- un extrait de la plante active la voie antioxydante dans des cellules en culture, bien qu'il ne soit pas lui-même antioxydant[71],[72] ;
- dans des cellules de carcinome du sein humain MCF-7 prétraitées avec cet extrait durant 24 heures[71] l'expression de l'hème oxygénase-1 (protéine induite lors du stress oxydatif) augmente[71] ;
- comme le soja, ce tubercule est une excellente source d'isoflavones[71],[59] ;
- l'Apios est utilisé en Chine (sous le nom de Chanfukang qui désigne une préparation médicamenteuse brevetée) et au Japon comme médicament de récupération post-accouchement (c'est l'un des rares médicaments ayant cette fonction)[3]. Sur le modèle animal murin, il favorise bien l'involution de l'utérus (retour à la normale), avec un effet visible en quelques jours sur la morphologie et le poids de l'utérus[3]. Un suivi des taux hormonaux et de cytokines, de l'histologie et de la mesure de l'expression des métalloprotéinases matricielles et de plusieurs inhibiteurs dans l'utérus montrent que la poudre d'Apios accélère effectivement le retour de l'utérus à son poids normal, notamment en régulant les taux hormonaux et la réponse inflammatoire, ainsi que le facteur de croissance transformant ß[3] ; Les métalloprotéinases matricielles sont régulées à la baisse, alors que leurs inhibiteurs sont réglés à la hausse, suggérant que l'Apios accroît la clairance du collagène[3].

### La feuille
Elle ne semble pas avoir été utilisée par les médecines traditionnelles et n'a fait l'objet que de peu d'études pharmacologiques, mais :
- sept composés ont déjà été identifiés dans un extrait de feuilles ;
- elles contiennent des flavonoïdes qui ont récemment montré (sur un modèle animal) un effet anti-inflammatoire en augmentant l'expression du gène Nrf2 dans les macrophages de souris stimulés par une endotoxines de type Lipopolysaccharide[51] ; l'extrait a réduit la sécrétion d'oxyde nitrique (NO) et de cytokines inflammatoires, via l'inhibition de la signalisation NF-κB et MAPK ainsi que l'activation des voies Nrf2-Keap1 et FOXO, tout en atténuant le stress oxydatif et le dysfonctionnement mitochondrial[51]. L'extrait a aussi activé les voies HMGB1-Beclin1 et Sirt1-FoxO1 et inhibé la voie de signalisation Akt-mTOR pour activer l'autophagie[73], protégeant les cellules RAW264.7 de l'inflammation[51].

### La fleur
Elle semble aussi présenter un intérêt médical (prévention du diabète) :
- la fleur a fait l'objet d'une étude toxicologique (publication 2015) chez la souris de laboratoire : elle ne s'est pas montrée toxique pour cet animal[74] ; sucrée et piquante, elle est considérée comme comestible ;
- chez la souris diabétique, la consommation de la fleur diminue les taux de glucose plasmatique[74] ;
- toujours chez la souris, la consommation de la fleur diminue le taux de maltose et a un effet anti-hyperglycémiant[74] ;
- comme l'extrait de feuille, in vitro, sur des cultures de cellules PC12 stressées par une exposition au H2O2, l'extrait de fleur active l'autophagie a un effet neuroprotecteur, probablement dû aux flavonoides et à leur effet antioxydant[75],[76].